# Maçoneria a Itàlia

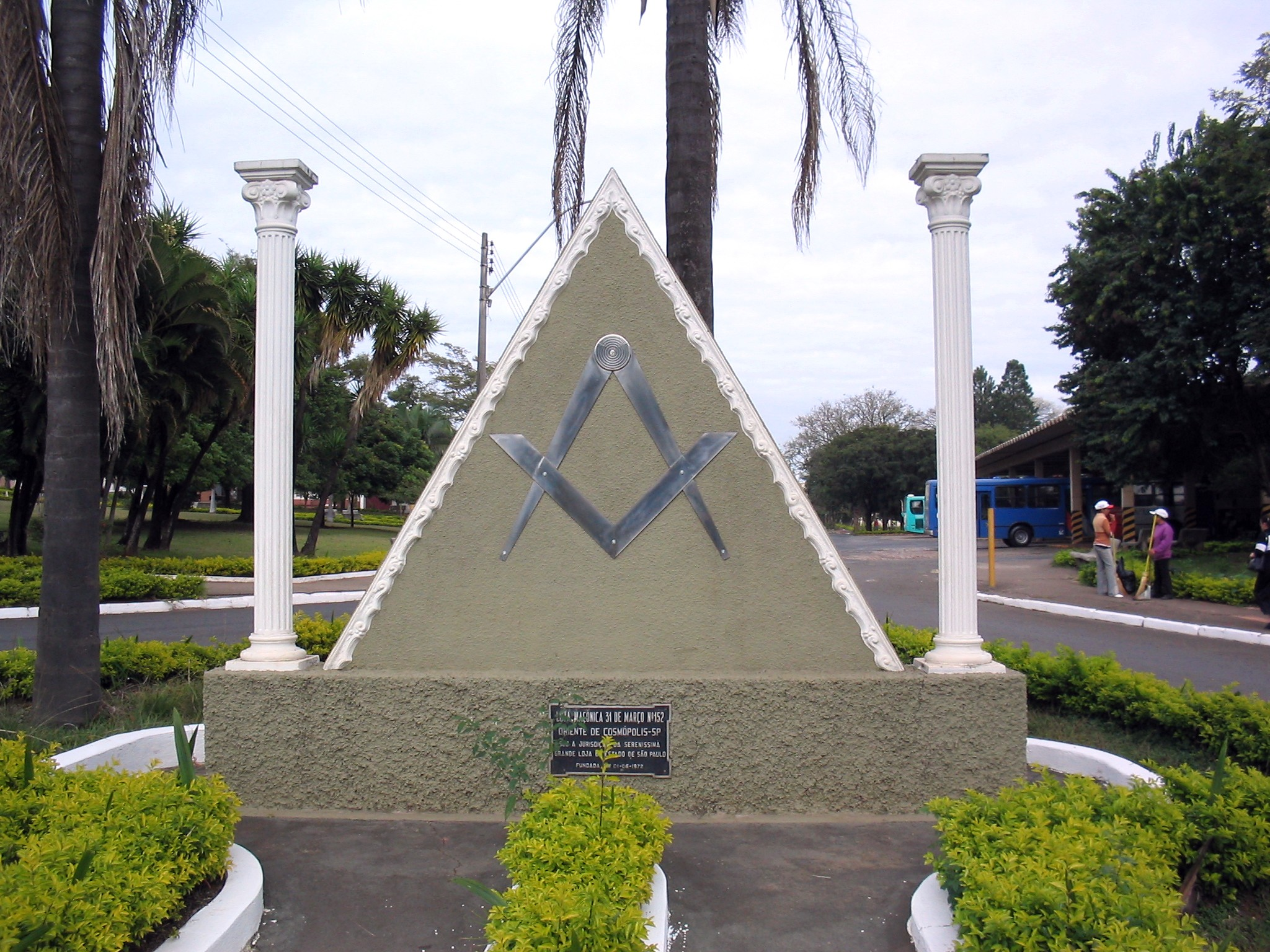
Símbol de la francmaçoneria.

La maçoneria a Itàlia data de la primera meitat del segle xviii. El seu èxit va dependre sobre manera de la falta d'entusiasme amb que les prohibicions papals a l'ordre es van fer complir als diversos estats, però després del final del règim napoleònic, la maçoneria va ser reprimida en la major part de la península. L'inici del procés d'unificació en 1859 va veure un renaixement de la francmaçoneria o maçoneria. Giuseppe Garibaldi, un líder de la unificació italiana, era un maçó actiu i un gran defensor de l'artesania. A la dècada de 1920, la maçoneria va ser novament reprimida sota el feixisme, però va reviure novament després de la caiguda de Benito Mussolini. La Itàlia d'avui conté una gran varietat d'observançes maçòniques, regulars, liberals, masculines, femenines i mixtes.

## Història

### Orígens

Itàlia 1796

La primera història de la  maçoneria a la península italiana precedeix la unificació del país en 1859/1860, i ha de ser tractada com succeeix en estats separats.
Un document de 1845 registra una lògia anomenada Fidelitas fundada a Girifalco a Calàbria en 1723. A la falta de registres anteriors, això se cita sovint com la primera Lògia maçònica a Itàlia. La falta de documentació és un problema important per rastrejar la història de la maçoneria italiana. Molts documents van ser cremats per feixistes a la dècada de 1920, sovint assistits per maçons que desitjaven destruir qualsevol registre de la seva pròpia participació.

#### Toscana
Una mica abans d'agost de 1732, Lord Charles Sackville, aleshores comte de Middlesex i més tard el segon duc de Dorset, va fundar una lògia a Florència que va atreure nobles i intel·lectuals italians. També va mostrar interès la Inquisició, i el seu secretari italià, Tommaso Crudeli, va ser empresonat i torturat, morint posteriorment com a resultat. Es van formar dues lògies a Liorna el 1763 i el 1765 sota l'Antient Grand Lodge of England, i la Premier Grand Lodge of England en va produir dos més a la mateixa ciutat el 1771. Les lògies també es van formar quan les tropes franceses es van acantonar a Leghorn en 1796-1797, però totes van ser tancades pel Gran Duc en 1800. Es van formar novament a Florència i Leghorn el 1807-1809, després de l'annexió per part de França, però la fi del govern francès en 1814 va significar el final de la francmaçoneria fins que la Toscana es va convertir en part de l'Estat italià en 1859.

#### Roma i els Estats Pontificis
Els gormogons van arribar a Roma abans que els francmaçons, establint una lògia el 1724 que va poder haver sobreviscut fins al 1735. El propòsit de la lògia va ser la defensa del jacobitisme. La maçoneria va arribar el 1733 en la forma d'una lògia de parla anglesa —sovint nomenada la Lògia Jacobita de Roma— que va admetre l'exiliat George Seton, 5o comte de Winton. L'any 1737, els oficials de la lògia van ser arrestats per la Inquisició, i la lògia es va tancar. La primera Butlla papal contra la francmaçoneria es va emetre a l'any següent, fent-la il·legal als Estats Pontificis. Els maçons estrangers, tanmateix, van continuar reunint-se secretament, emetent una medalla en honor de Martin Folkesen el 1742. Es va establir una lògia permanent el 1787, però va ser esborrada per la Inquisició dos anys més tard, el mateix dia en què Cagliostro va ser capturat. La francmaçoneria va florir a Roma després de la invasió francesa de 1809, però la repressió va tornar amb el papa el 1814. Encara que el Gran Orient de Torí va aconseguir establir una lògia el 1861, no va ser fins al 1870 amb la incorporació dels Estats Pontificis al Regne d'Itàlia que la francmaçoneria va ser permesa novament.

#### Nàpols i les Dues Sicílies
Un segell maçònic datat el 1728 a Nàpols sembla pertànyer a una lògia nomenada «Unió perfecta», de la qual res més se sap. No hi ha rastre, tampoc, de la lògia patentada a Londres en 1731 per formar-se a Nàpols. Al 1750, una lògia napolitana va ser establerta per un grec, però després de la publicació, el 28 de maig de 1751, de la butlla Providas Romanorum Pontificum emesa pel papa Benet XIV per reiterar la condemna papal de 1738, Carles VII de Borbó (que més tard es va convertir en rei Carles III d'Espanya) va emetre un edicte el 10 de juliol de 1751 que prohibia la francmaçoneria al Regne de Nàpols. A l'any següent va canviar de parer i li va confiar l'educació del seu fill a un maçó i a un sacerdot. Al 1764 es va establir una Gran Lògia nacional, i la francmaçoneria semblava fermament establerta al Regne de les Dues Sicílies. Tanmateix, el 1775 Tannuci, un ministre de Ferran I de les Dues Sicílies, el va persuadir perquè prohibís la maçoneria novament. Fent servir agents provocadors Tannuci va induir alguns maçons a reunir-se il·legalment, el que el va permetre realitzar arrests. La reina Carolina va intervenir en nom dels maçons, convencent el seu marit perquè revoqués l'edicte i acomiadés Tannuci. El 1781 la prohibició va ser renovada, i la seva revocació dos anys més tard va arribar amb tantes restriccions que la francmaçoneria a les Dues Sicílies es va extingir. Va aparèixer breument durant l'ocupació francesa de 1804 a 1814, la prohibició va ser novament imposada a la seva expulsió. La francmaçoneria a les Dues Sicílies va tenir una existència irregular i clandestina, registrada per última vegada a Palerm el 1848.

#### Gènova i Ligúria
A Ligúria entre 1745 i 1749 n'hi havia almenys dues lògies a Bordighera i Gènova, connectades amb la presència de tropes franceses que defensaven la República. Cap al final de segle es van formar d'altres dues lògies a Gènova. El 1780, una d'elles es va adherir al Ritu Escocès Antic i Acceptat i una altra, el 1782, va obtenir una carta de la Gran Lògia Premier d'Anglaterra com Antigua Lògia britànica i lígur. Dos van néixer sota el Grand Orient de France quan Ligúria va ser annexionada per Napoleó, però el 1814 la regió va ser lliurada a Sardenya i la francmaçoneria va deixar d'existir.

#### República de Venècia
L'any 1746 es va fundar una lògia a Venècia, que es va associar amb Giacomo Casanova, Carlo Goldoni i Francesco Griselini. Va sobreviure fins a 1755, quan la intervenció de la Inquisició va portar a l'arrest de Casanova i la dissolució de la lògia. Es van fundar noves lògies el 1772, amb ordres de la Gran Lògia Premier d'Anglaterra, a Venècia i Verona, per iniciativa del Secretari del Senat, Peter Gratarol, que va romandre actiu fins a 1777. El Ritu d'Estricta Observança va establir un capítol a Pàdua el 1781, que va obrir, poc després, una altra a Vicenza. Tota la francmaçoneria va ser suprimida en 1785.

#### Milà i Llombardia
La lògia fundada a Milà el 1756 va ser ràpidament descoberta per les autoritats austríaques, el que va conduir a un edicte del 6 de maig de 1757, segons el qual el governador, Francesc III d'Este, duc de Mòdena, prohibia les reunions maçòniques a tota Llombardia. Tanmateix, la lògia va continuar existint i el 1783 es va unir a la Gran Lògia de Viena. A l'any següent, el comte Wilczeck, ministre plenipotenciari imperial de Milà, va assumir el càrrec de Gran Mestre Provincial per a la Llombardia austríaca. El 1776 es va afegir una lògia a Cremona.

#### República Cisalpina
Al 1797, la major part del nord d'Itàlia a l'est de Piemont i al nord dels Estats Pontificis es va convertir en la República Cisalpina. L'any 1801 es va convertir en la República Italiana, i en 1805 en el Regne d'Itàlia, amb Napoleó com a rei. El Grand Orient de France va formar la primera lògia del nou estat a Milà el 1801, i el 1805 també aquesta mateixa ciutat va rebre un Consell Suprem del Ritu Escocès Antic i Acceptat. El Gran Orient de Nàpols es va fusionar amb el nou cos i va néixer un nou Gran Orient, reconegut per París. La maçoneria va florir breument, fins que es va trencar el nou estat i es va reprimir la francmaçoneria el 1814.

#### El Regne de Sardenya, Savoia i Piemont
Quan la francmaçoneria es va establir per primera vegada a Itàlia, Savoia i Piemont formaven part del Regne de Sardenya. A Chambéry, l'any 1749 es va fundar una lògia basada en una llicència del gran mestre provincial de Savoia i Piemont expedida per la Gran Lògia de Londres en 1739 al marquès de Bellegarde François Noyel. La mateixa lògia el 1752, va prendre el nom de la Gran Lògia Mare, amb el poder de crear d'altres lògies a tots els territoris del Regne de Sardenya i, de fet, el 1765 es van crear tres d'elles, inclosa una a Torí. Aquesta última va assumir importància com per rebre, el 1773, l'autonomia de la Gran Lògia de Chambéry. A Piemont, una lògia també va estar present en Novi Ligure. Després de la dominació francesa, les regions van ser tornades a Sardenya en 1814, i la francmaçoneria es va suprimir.

### Restabliment al Ressorgiment

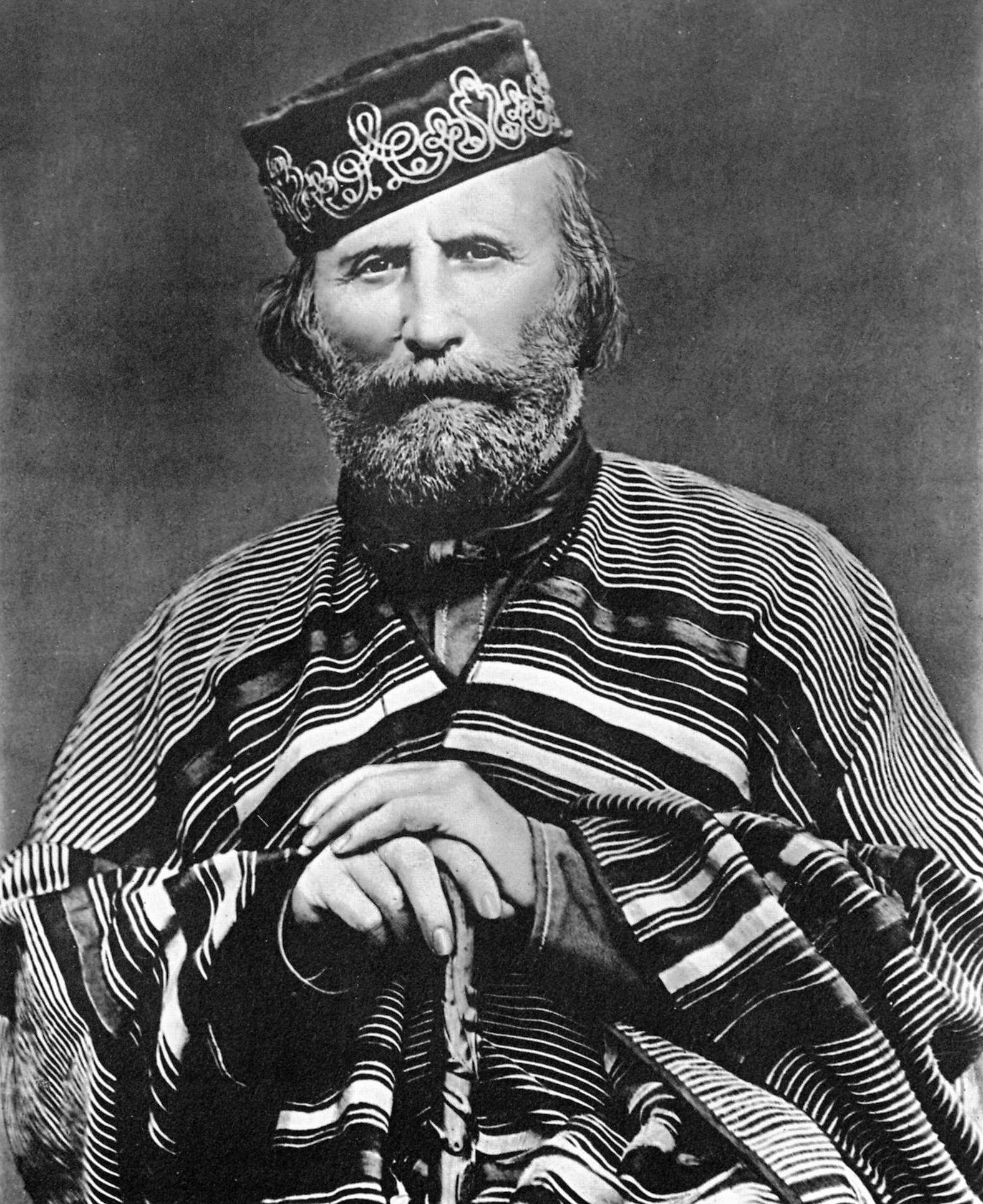
Giuseppe Garibaldi (1866).

El ressorgiment, o unificació d'Itàlia, va ser el procés mitjançant el qual, entre 1859 i 1870, foren unificats els diversos estats en què s'estructurava la península Itàlica (i Illes del voltant), per crear l'actual Estat italià. El ressorgiment de la francmaçoneria data del mateix any, quan es va formar una nova lògia a Torí, seguida d'altres ciutats, inclosa Roma. Vint-i-dues d'aquestes lògies es van trobar el 26 de desembre de 1861 i van proclamar el Gran Orient d'Itàlia l'1 de gener de 1862. El diplomàtic Constantino Nigra va ser escollit Gran Mestre, i Giuseppe Garibaldi va ser nomenat Gran Mestre Honorari. El nou Gran Orient reclamava jurisdicció sobre els tres graus bàsics de maçonería. Tanmateix, d'altres quatre cossos ja havien sorgit reclamant governar el Ritu Escocès Antic i Acceptat (de 33 graus) per part d'Itàlia. Aquests van ser a Palerm (a on Garibaldi havia estat escollit Gran Mestre), Nàpols, Torí i Liorna; l'oposició es va centrar a Nàpols, mentre que el Gran Orient es va negar a reconèixer cap dels cossos del Ritu escocès, va continuar creixent sent reconegut a Bèlgica i França. L'any 1863, les dissensions internes van aconseguir la renúncia de tots menys un dels Grans oficials, i els seus llocs van ser ocupats per membres del Ritu Escocès. El nou acord simplement va conduir una realineació de les divisions en la francmaçoneria italiana, entre 1864 i 1867 n'hi va haver quatre Grans Cossos a Itàlia. L'any 1867, el Gran Orient tenia la seva base a Florència i tenia al voltant de 150 lògies. Dos Consells del Ritu Escocès Antic i Acceptat van existir a Palerm i un a Milà. El congrès maçònic a Nàpols de 1867 va iniciar un procés d'unificació dels grans cossos, que es va completar el 1873 quan el Consell Suprem de Palerm es va fusionar amb el Gran Orient.

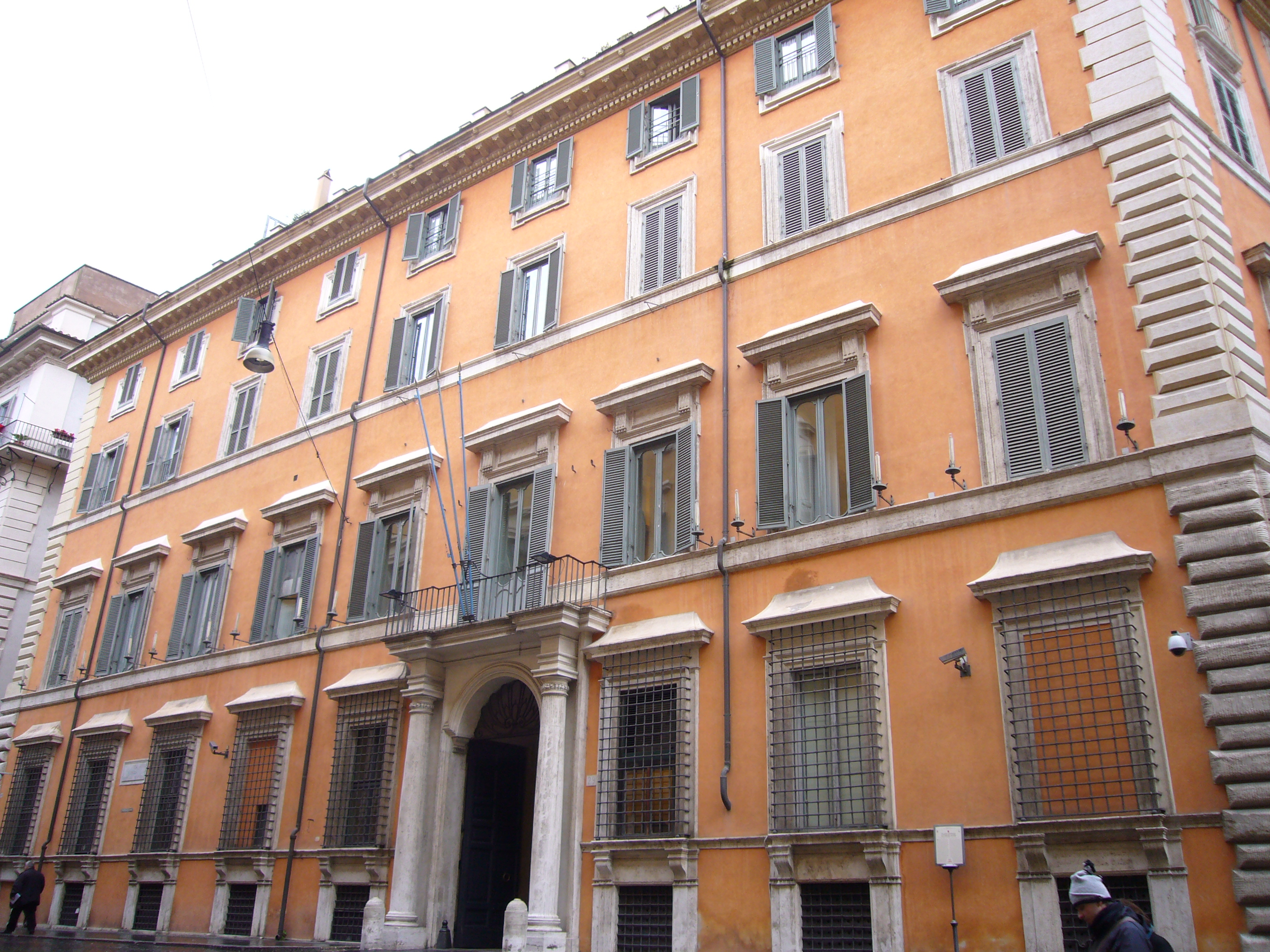
Palazzo Giustiniani, seu del Grand Orient D'Itàlia, del 1901 al 1985.

El 21 d'abril de 1901, el Gran Orient va obrir la seva nova seu al Palazzo Giustiniani de Roma. Un desacord sobre el secularisme a les escoles primàries va conduir el 1908 a la secessió del Consell Suprem de Ritu Escocès Antic i Acceptat. La raó declarada per dissentir era augmentar la politització del Gran Orient. El 21 de març de 1910 aquest cos va establir la Gran Lògia d'Itàlia, amb el pastor protestant Saverio Fera, un antic adherent de Garibaldi, com a Gran Mestre. Des de la seva seu es va fer coneguda com la «Gran Lògia de Piazza del Gesù».

### Repressió sota el feixisme
Quan Benito Mussolini va pujar al poder, molts dels francmaçons italians es van convertir en fervents feixistes, i alguns van ajudar a organitzar la  marxa de Mussolini cap a Roma. Tanmateix, el 1923 la francmaçoneria va ser declarada incompatible amb el feixisme i, malgrat les protestes de lleialtat de la Gran Lògia, va ser prohibida el 1925. El general Luigi Capello va ser expulsat del partit el 1923 per negar-se a abandonar la seva lògia, i a l'any següent va ser falsament acusat de conspirar per assassinar Mussolini. Va ser sentenciat a 30 anys de presó. Després del veredicte, el Gran Mestre del Gran Orient i altres 44 francmaçons van ser enviats, sense judici, a l'exili a les Illes Eòlies. La francmaçoneria italiana va continuar a l'exili, amb maçons italians que van contribuir a la causa republicana a la Guerra civil espanyola. La maçoneria no va retornar a Itàlia fins a la caiguda del feixisme cap al final de la Segona Guerra Mundial.

### Reconstrucció després del feixisme
El 4 de desembre de 1943, a la casa de Salvatore Farina a Roma, els membres de la Gran Lògia d'Itàlia van reconstituir el Consell Suprem del Ritu escocès, i van escollir Carlo de Cantellis com Soberà Gran Comandant. Van seguir anys de cisma i confusió, quan diferents grups van intentar reviure la seva pròpia lògia de francmaçoneria.
El Gran Orient d'Itàlia va ser reconegut per la Gran Lògia Unida d'Anglaterra el 13 de setembre de 1972 —el reconeixement va ser transferit a la Gran Lògia d'Itàlia el 1993, encara que moltes altres Grans Lògies continuen reconeixent el Gran Orient. Al 1973, els intents d'unir el Gran Orient i la Gran Lògia van fracassar a causa de l'acceptació de la Gran Lògia de la iniciació femenina. Tanmateix, 200 lògies de la Gran Lògia van transferir la seva lleialtat al Gran Orient. La Gran Lògia, sota Giovanni Ghinazzi, va continuar en la seva pròpia tradició i prosperant.

### Propaganda Due
Un gran escàndol que va afectar el Gran Orient va sorgir en la dècada de 1980 a propòsit de l'exposició d'activitats il·legals en una casa de pagès anomenada Propaganda Due (P2). La lògia es va formar originàriament el 1877 com Propaganda massonica. El seu objectiu era garantir la privacitat dels seus membres d'importància nacional, tant dins com fora de l'organització. Reorganitzada radicalment després de la Segona Guerra Mundial (d'aquí P2), va ser sota el control directe del Gran Mestre del Gran Orient fins l'adveniment de Licio Gelli. Després [el nomenament de Gelli com a Mestre el 1975, va poder reunir en secret almenys un miler de persones destacades, principalment polítics i administradors estatals, i la publicació del seu programa subversiu d'estructura sociopolítica i institucional, en va causar un dels pitjors escàndols polítics en la història de la República Italiana.
El 31 d'octubre de 1981, set mesos després de la descoberta de les llistes d'afiliats del P2, el tribunal central del Gran Orient d'Itàlia, presidit pel nou gran mestre Armando Corona, va expulsar Gelli per evitar nous escàndols. Van dir que P2 havia estat suspès el 1976. Una Comissió Parlamentària de Recerca, presidida per Tina Anselmi, va concloure que la lògia era subversiva i «una organització criminal». La lògia va ser dissolta legalment el 25 de gener de 1982.